# Tormenta

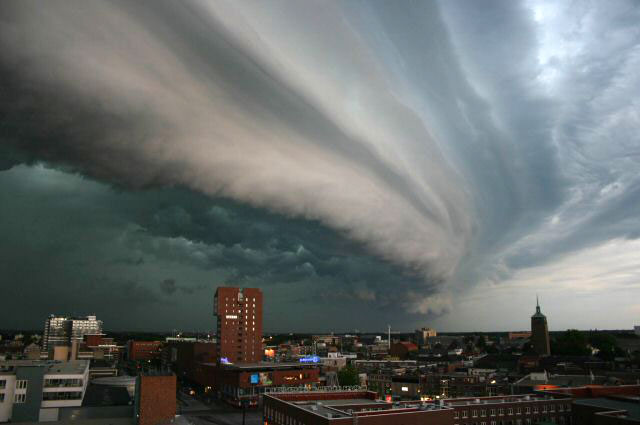
Imagen de la base de una tormenta obtenida en Enschede, Países Bajos.

Una tormenta o tempestad es un fenómeno meteorológico asociado al desarrollo vertical de nubosidad acompañado de descargas eléctricas o rayos y, habitualmente, precipitación y rachas de viento intensas en superficie. Las descargas eléctricas pueden ser nube-nube, nube-tierra y nube-ionosfera. 
Aunque científicamente se define como tormenta a aquella nube capaz de producir un trueno o rayo audible, también se denominan tormentas en general a los fenómenos atmosféricos violentos que, en la superficie de la tierra están asociados a lluvia, hielo, granizo, electricidad, nieve o vientos fuertes, que pueden transportar partículas en suspensión como la tormenta de arena o incluso pequeños objetos o seres vivos.

## Formación de las tormentas

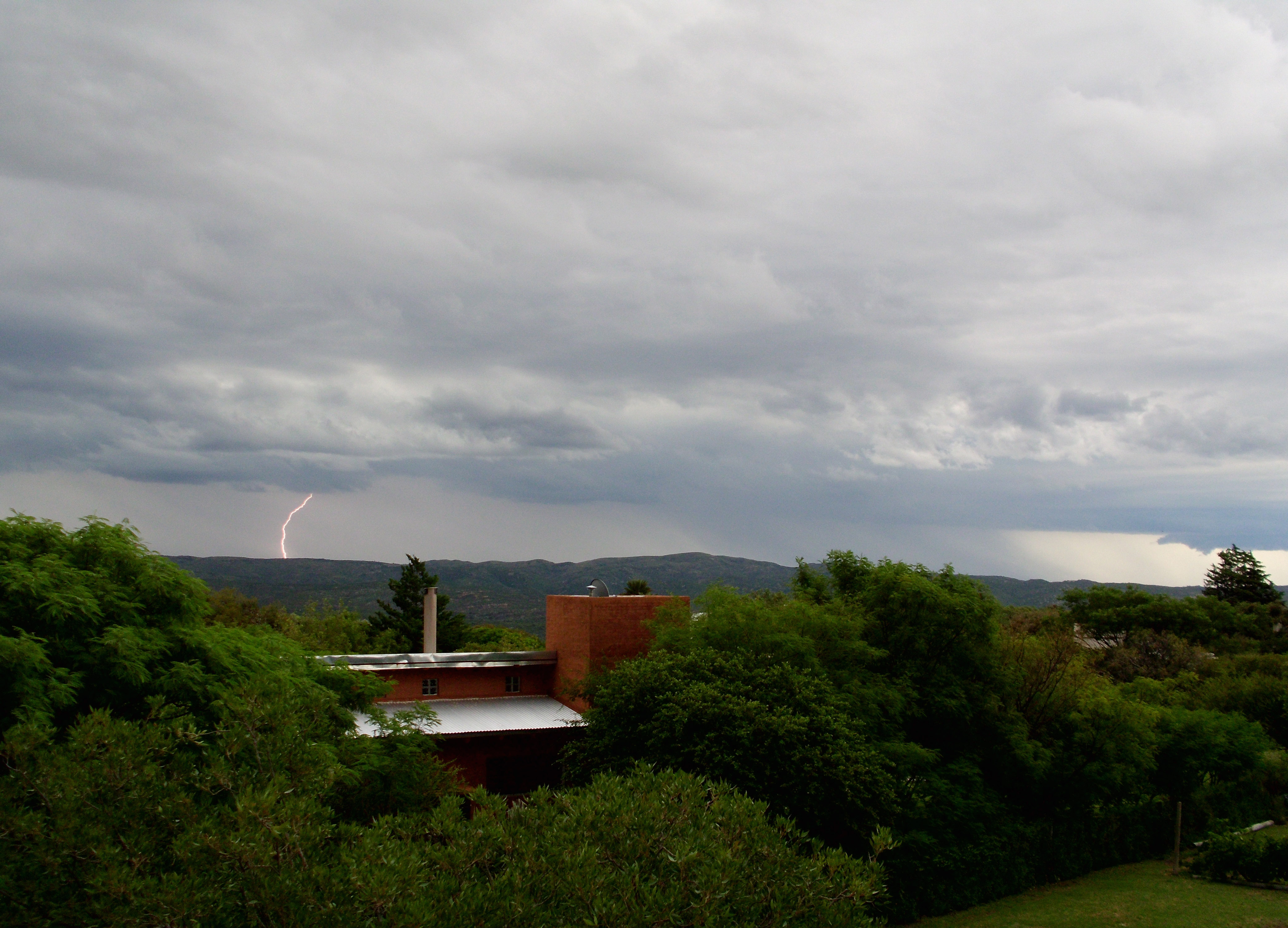
Típica tormenta en el horizonte, en Argentina.

Las tormentas se crean cuando un centro de baja presión se desarrolla con un sistema de alta presión que lo rodea. Esta combinación de fuerzas opuestas puede generar vientos y resultar en la formación de nubes de tormenta, como el cumulonimbus. 
El contraste térmico y otras propiedades de las masas de aire húmedo dan origen al desarrollo de fuertes movimientos ascendentes y descendentes (convección) produciendo una serie de efectos característicos, como fuertes lluvias, vientos en la superficie e intensas descargas eléctricas. Esta actividad eléctrica se pone de manifiesto cuando se alcanza la tensión de ruptura del aire, momento en el que se genera el rayo que da origen a los fenómenos característicos de relámpago y trueno. La aparición de relámpagos depende de factores tales como el grado de ionización atmosférico, además del tipo y la concentración de la precipitación.

## Características

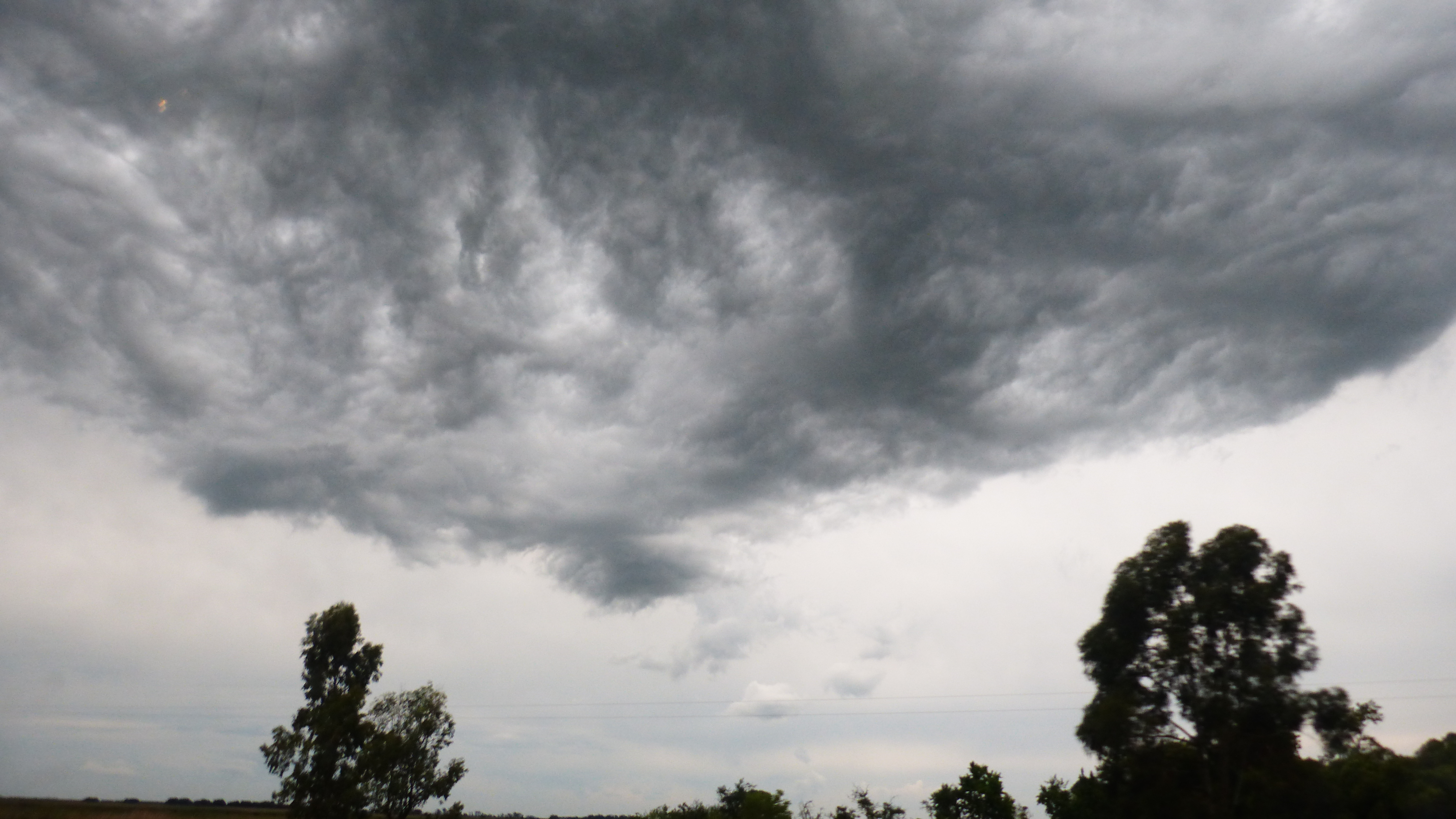
Tormenta formándose, Argentina.

Mientras que en los Estados Unidos el término "Storm" se refiere estrictamente y en el ámbito meteorológico únicamente a tormentas intensas con vientos en superficie de al menos 80 km/h, el término "tormenta" es mucho menos restrictivo. Las tormentas producen nubes de desarrollo vertical —cumulonimbus-cúmulus— que pueden llegar hasta la tropopausa en torno a 10 km de altura. El ciclo de actividad de una tormenta típica presenta una fase inicial de formación, intermedia de madurez y final de decaimiento que dura en torno a una o dos horas. 
Por regla general una célula convectiva de tormenta posee una extensión horizontal de unos diez kilómetros cuadrados. Sin embargo, frecuentemente se producen simultánea o casi simultáneamente varias células convectivas que desencadenan fuertes precipitaciones durante un periodo de tiempo más largo. En ocasiones, cuando las condiciones del viento son adecuadas, una tormenta puede evolucionar hasta el estado de supercélula originando series de corrientes ascendentes y descendentes y abundante precipitación durante varias horas.
Las tormentas pueden contener vórtices de aire, es decir, viento girando en torno a un centro (como los huracanes). Las tormentas que contienen estos vórtices (supercélulas) son muy intensas y como característica es probable que puedan producir trombas marinas y tornados, suelen originarse en zonas muy cerradas, donde el viento no tiene suficiente escape.
Una tormenta tropical hace referencia a una tormenta de mayores dimensiones en latitudes subtropicales alternando regiones ascendentes y descendentes y capaz de evolucionar potencialmente hasta el estado de huracán.

## Tormentas extraterrestres

La Gran Mancha Roja en Júpiter.

Las tormentas no solo se producen en la Tierra; otros cuerpos planetarios con una atmósfera suficiente (gigante gaseoso en particular) también sufren un clima tormentoso. La Gran Mancha Roja de Júpiter es un ejemplo muy conocido. Aunque técnicamente es un anticiclón, con velocidades de viento superiores a las de un huracán, es mayor que la Tierra y ha persistido durante al menos 340 años, habiendo sido observada por primera vez por el astrónomo Galileo Galilei. Neptuno también tuvo su propia y menos conocida Gran Mancha Oscura.
En septiembre de 1994, el Telescopio Espacial Hubble —utilizando la Cámara Planetaria de Campo Amplio 2— obtuvo imágenes de tormentas en Saturno generadas por el afloramiento de aire más cálido, similar a una cabeza de trueno terrestre. La extensión este-oeste de la tormenta del mismo año equivalía al diámetro de la Tierra. La tormenta se observó antes, en septiembre de 1990, y adquirió el nombre de Tormenta Dragón.
Las tormentas de polvo de Marte varían en tamaño, pero a menudo pueden cubrir todo el planeta. Suelen producirse cuando Marte se acerca más al Sol, y se ha demostrado que aumentan la temperatura global.
Una tormenta marciana especialmente grande fue estudiada exhaustivamente de cerca debido a la coincidencia de fechas. Cuando la primera nave espacial que orbitó con éxito otro planeta, la Mariner 9, llegó y orbitó con éxito Marte el 14 de noviembre de 1971, los científicos planetarios se sorprendieron al comprobar que la atmósfera estaba cubierta por un manto de polvo que abarcaba todo el planeta, la mayor tormenta jamás observada en Marte. La superficie del planeta estaba totalmente oscurecida. El ordenador de la Mariner 9 fue reprogramado desde la Tierra para retrasar la obtención de imágenes de la superficie durante un par de meses hasta que el polvo se asentara, sin embargo, las imágenes oscurecidas de la superficie contribuyeron en gran medida a la recopilación de la ciencia atmosférica y de la superficie planetaria de Marte.
Se sabe que dos planetas extrasolaress tienen tormentas: HD 209458 b y HD 80606 b. La tormenta del primero se descubrió el 23 de junio de 2010 y se midió a 6,2 km/h (3,9 mph), mientras que la del segundo produce vientos de 17,7 km/h (11,0 mph) en la superficie. El giro del planeta crea entonces gigantescas tormentas de ondas de choque que llevan el calor a lo alto.

## Efectos en la sociedad humana

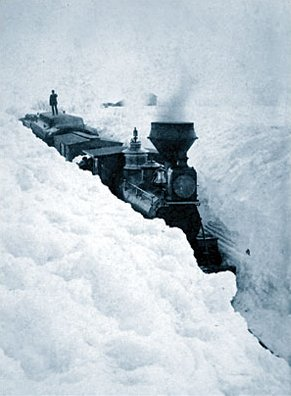
Un bloqueo por nieve en Estados Unidos en 1881.

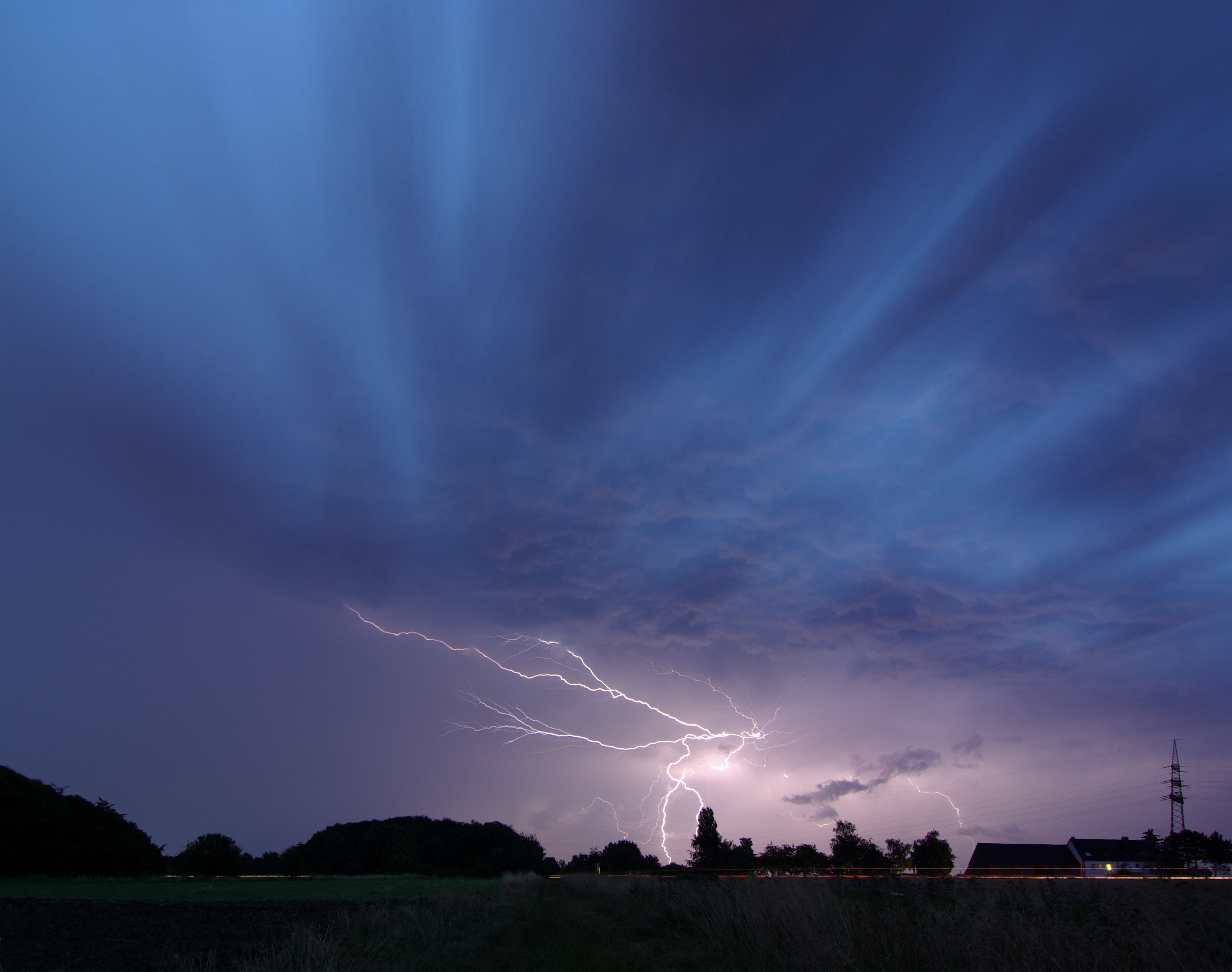
Un golpe de vuelta, un rayo de nube a tierra durante una tormenta eléctrica.

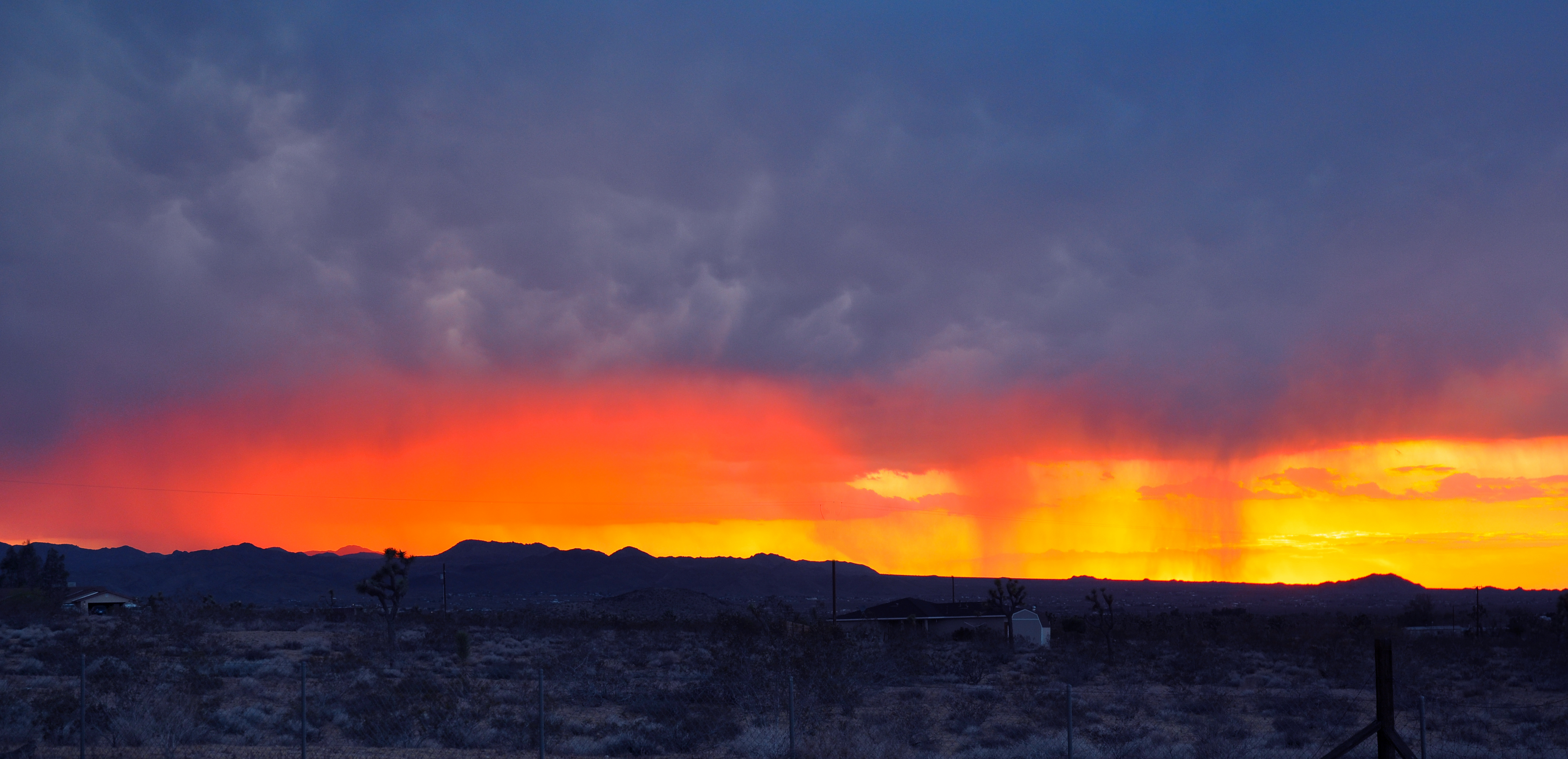
Una tormenta con sol en el desierto de Mojave al atardecer.

Los naufragios son comunes con el paso de fuertes ciclones tropicales. Estos naufragios pueden cambiar el curso de la historia, así como influir en el arte y la literatura. Un huracán condujo a una victoria de los españoles sobre los franceses por el control de Fort Caroline, y en última instancia, de la costa atlántica de América del Norte, en 1565.
Los fuertes vientos de cualquier tipo de tormenta pueden dañar o destruir vehículos, edificios, puentes y otros objetos exteriores, convirtiendo los escombros sueltos en mortales proyectiles voladores. En Estados Unidos, los grandes huracanes comprenden solo el 21 % de todos los ciclones tropicales que tocan tierra, pero son responsables del 83 % de todos los daños. Los ciclones tropicales suelen dejar sin electricidad a decenas o cientos de miles de personas, impidiendo las comunicaciones vitales y dificultando las labores de rescate. Los ciclones tropicales suelen destruir puentes, pasos elevados y carreteras clave, lo que complica los esfuerzos para transportar alimentos, agua potable y medicinas a las zonas que los necesitan. Además, los daños causados por los ciclones tropicales en edificios y viviendas pueden suponer un perjuicio económico para una región, y una diáspora de la población de la misma.
La marea de tempestad, o el aumento del nivel del mar debido al ciclón, suele ser el peor efecto de los ciclones tropicales que tocan tierra, y ha provocado históricamente el 90 % de las muertes por ciclones tropicales. El aumento relativamente rápido del nivel del mar puede desplazarse kilómetros/kilómetros tierra adentro, inundando casas y cortando rutas de escape. Las mareas de tempestad y los vientos de los huracanes pueden ser destructivos para las estructuras construidas por el hombre, pero también agitan las aguas de los estuarios costeros, que suelen ser importantes lugares de cría de peces.
Los rayos nube-tierra se producen con frecuencia dentro de los fenómenos de las tormentas eléctricas y tienen numerosos peligros para los paisajes y las poblaciones. Uno de los peligros más importantes que pueden suponer los rayos son los incendios forestales que son capaces de provocar. En un régimen de tormentas de baja precipitación (LP), en el que hay pocas precipitaciones, las lluvias no pueden evitar que se inicien los incendios cuando la vegetación está seca, ya que los rayos producen una cantidad concentrada de calor extremo. Los incendios forestales pueden devastar la vegetación y la biodiversidad de un ecosistema. Los incendios forestales que se producen cerca de entornos urbanos pueden causar daños en las infraestructuras, los edificios y los cultivos, y suponen un riesgo de explosión si las llamas se acercan a las tuberías de gas. En ocasiones se producen daños directos por la caída de rayos. En zonas con una alta frecuencia de rayos entre nubes y tierra, como Florida, los rayos causan varias víctimas mortales al año, sobre todo a personas que trabajan al aire libre.
La precipitación con bajos niveles de potencial de hidrógeno (pH), también conocida como lluvia ácida, es también un riesgo frecuente producido por los rayos. El agua destilada, que no contiene dióxido de carbono, tiene un pH neutro de 7. Los líquidos con un pH inferior a 7 son ácidos, y los que tienen un pH superior a 7 son bases. La lluvia "limpia" o no contaminada tiene un pH ligeramente ácido de aproximadamente 5,2, porque el dióxido de carbono y el agua del aire reaccionan juntos para formar ácido carbónico, un ácido débil (pH 5,6 en agua destilada), pero la lluvia no contaminada también contiene otras sustancias químicas. Óxido nítrico presente durante los fenómenos de tormentas eléctricas, causada por el desdoblamiento de las moléculas de nitrógeno, puede dar lugar a la producción de lluvia ácida, si el óxido nítrico forma compuestos con las moléculas de agua en la precipitación, creando así la lluvia ácida. La lluvia ácida puede dañar las infraestructuras que contienen calcita u otros compuestos químicos sólidos que contienen carbono. En los ecosistemas, la lluvia ácida puede disolver los tejidos vegetales de las vegetaciones y aumentar el proceso de acidificación en las masas de agua y en el suelo, provocando la muerte de organismos marinos y terrestres.
Los daños por granizo en los tejados suelen pasar desapercibidos hasta que se observan más daños estructurales, como goteras o grietas. Es más difícil reconocer los daños por granizo en los tejados de tejas y los tejados planos, pero todos los tejados tienen sus propios problemas de detección de daños por granizo. Los tejados metálicos son bastante resistentes a los daños por granizo, pero pueden acumular daños cosméticos en forma de abolladuras y revestimientos dañados. El granizo también es una molestia común para los conductores de automóviles, ya que abolla gravemente el vehículo y agrieta o incluso rompe los parabrisas y cristales del automóvil. En raras ocasiones, el granizo masivo ha provocado conmociones cerebrales o traumatismos físicos mortales en la cabeza. Las tormentas de granizo han sido la causa de acontecimientos costosos y mortales a lo largo de la historia. Uno de los primeros incidentes de los que se tiene constancia ocurrió en torno al siglo IX en Roopkund, Uttarakhand, India. El granizo más grande en términos de diámetro y peso jamás registrado en Estados Unidos cayó el 23 de julio de 2010 en Vivian, Dakota del Sur, en Estados Unidos; midió 8 pulgadas (20,3 cm) de diámetro y 18,62 pulgadas (47,3 cm) de circunferencia, con un peso de 1,93 libras (0,9 kg). Esto rompió el récord anterior de diámetro establecido por una piedra de granizo 7 pulgadas (17,8 cm) de diámetro y 18,75 pulgadas (47,6 cm) de circunferencia que cayó en Aurora, Nebraska en Estados Unidos el 22 de junio de 2003, así como el récord de peso, establecido por una piedra de granizo de 1,67 libras (0,8 kg) que cayó en Coffeyville, Kansas en 1970.
Diversos peligros, desde el granizo hasta los rayos, pueden afectar a las instalaciones tecnológicas exteriores, como antenas, antenas parabólicas y torres. Por ello, las empresas con instalaciones exteriores han comenzado a instalar dichas instalaciones bajo tierra, para reducir el riesgo de daños por tormentas.
Las nevadas importantes pueden interrumpir las infraestructuras y los servicios públicos, frenando la actividad humana incluso en regiones acostumbradas a este tipo de clima. El transporte aéreo y terrestre puede verse muy inhibido o interrumpido por completo. Las poblaciones que viven en zonas propensas a la nieve han desarrollado diversas formas de desplazarse por la nieve, como esquíes, raquetas de nieve y trineos tirados por caballos, perros u otros animales y, posteriormente, motos de nieve. Los servicios básicos, como la electricidad, las líneas telefónicas y el suministro de gas también pueden fallar. Además, la nieve puede dificultar mucho la circulación por las carreteras y los vehículos que intentan utilizarlas pueden quedarse atascados con facilidad.
Los efectos combinados pueden dar lugar a un "día de nieve" en el que se cancelan oficialmente reuniones como la escuela, el trabajo o la iglesia. En las zonas que normalmente tienen muy poca o ninguna nieve, un día de nieve puede ocurrir cuando solo hay una ligera acumulación o incluso la amenaza de nevadas, ya que esas zonas no están preparadas para manejar cualquier cantidad de nieve. En algunas zonas, como algunos estados de Estados Unidos, las escuelas tienen un cupo anual de días de nieve (o "días de calamidad"). Una vez superado el cupo, los días de nieve deben recuperarse. En otros estados, todos los días de nieve deben ser recuperados. Por ejemplo, los colegios pueden prolongar los días de clase restantes hasta la tarde, acortar las vacaciones de primavera o retrasar el inicio de las vacaciones de verano.
La nieve acumulada se retira para facilitar los desplazamientos y hacerlos más seguros, y para disminuir el efecto a largo plazo de una fuerte nevada. En este proceso se utilizan palas y quitanieves, y a menudo se ayuda con la aspersión de sal u otros productos químicos a base de cloruro, que reducen la temperatura de fusión de la nieve. En algunas zonas con abundantes nevadas, como la Prefectura de Yamagata, Japón, la gente recoge la nieve y la almacena rodeada de aislamiento en casas de hielo. Esto permite utilizar la nieve durante el verano para la refrigeración y el aire acondicionado, que requiere mucha menos electricidad que los métodos tradicionales de refrigeración.

### Agricultura
El granizo puede causar graves daños, especialmente en automóviles, aviones, claraboyas, estructuras con techos de cristal, ganado, y más comúnmente, en los cultivos de los agricultores. El trigo, el maíz, la soja y el tabaco son los cultivos más sensibles a los daños del granizo. El granizo es uno de los riesgos más costosos de Canadá. Las nevadas pueden ser beneficiosas para la agricultura al servir de aislante térmico, conservando el calor de la Tierra y protegiendo la cultivos de las heladas. Algunas zonas agrícolas dependen de una acumulación de nieve durante el invierno que se derrite gradualmente en primavera, proporcionando agua para el crecimiento de los cultivos. Si se funde en agua y se vuelve a congelar sobre cultivos sensibles, como las naranjas, el hielo resultante protegerá la fruta de la exposición a temperaturas más bajas. Aunque los ciclones tropicales se cobran un enorme número de vidas y bienes personales, pueden ser factores importantes en los regímenes de precipitación de los lugares a los que afectan y aportan precipitaciones muy necesarias a regiones que de otro modo serían secas. Los huracanes del Pacífico Norte Oriental suelen aportar humedad al suroeste de Estados Unidos y a partes de México. Japón recibe más de la mitad de sus precipitaciones de tifones. El huracán Camille evitó las condiciones de sequía y acabó con el déficit de agua en gran parte de su recorrido, aunque también mató a 259 personas y causó 9,14 mil millones de dólares (2005 USD) en daños.

### Aviación

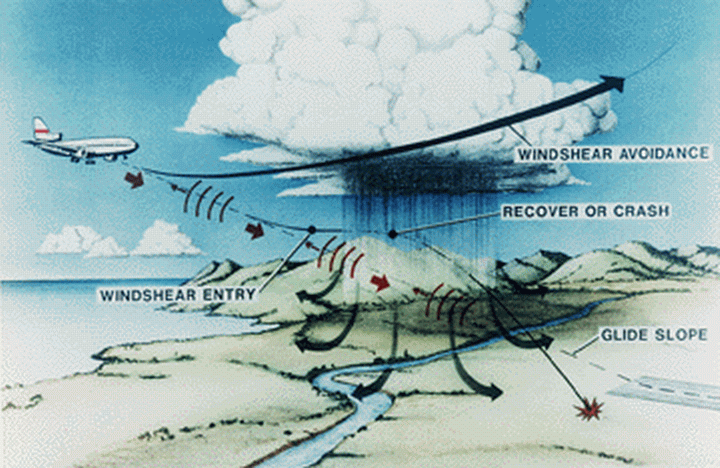
Efecto de la cizalladura del viento en la trayectoria del avión. La mera corrección del frente de racha inicial puede tener consecuencias nefastas.

El granizo es uno de los peligros más importantes de las tormentas eléctricas para las aeronaves. Cuando las piedras de granizo superan los 0,5 pulgadas (12,7 mm) de diámetro, los aviones pueden resultar gravemente dañados en cuestión de segundos. Las piedras de granizo que se acumulan en el suelo también pueden ser peligrosas para el aterrizaje de los aviones. El fuerte flujo de salida del viento de las tormentas eléctricas provoca rápidos cambios en la velocidad tridimensional del viento justo por encima del nivel del suelo. Inicialmente, este flujo de salida provoca un viento en contra que aumenta la velocidad del aire, lo que normalmente hace que el piloto reduzca la potencia del motor si no es consciente de la cizalladura del viento. A medida que la aeronave pasa a la región de la corriente descendente, el viento en contra localizado disminuye, reduciendo la velocidad del aire de la aeronave y aumentando su tasa de hundimiento. Luego, cuando la aeronave pasa por el otro lado de la corriente descendente, el viento en contra se convierte en viento de cola, reduciendo la sustentación generada por las alas y dejando a la aeronave en un descenso de baja potencia y velocidad. Esto puede conducir a un accidente si la aeronave está demasiado baja para realizar una recuperación antes del contacto con el suelo. Como resultado de los accidentes de los años 70 y 80, en 1988 la Administración Federal de Aviación de EE. UU. ordenó que todos los aviones comerciales tuvieran sistemas de detección de cizalladura del viento a bordo para 1993. Entre 1964 y 1985, la cizalladura del viento causó directamente o contribuyó a 26 accidentes importantes de aeronaves de transporte civil en los Estados Unidos que causaron 620 muertos y 200 heridos. Desde 1995, el número de accidentes graves de aeronaves civiles causados por la cizalladura del viento ha descendido a aproximadamente uno cada diez años, debido a la detección obligatoria a bordo, así como a la incorporación de unidades de radar meteorológico en tierra. (NEXRAD)

### Recreación
Muchos deportes de invierno, como el esquí, snowboarding, paseo en motonieve, y raquetas de nieve dependen de la nieve. Cuando la nieve es escasa, pero la temperatura es lo suficientemente baja, se pueden utilizar cañones de nieve para producir una cantidad adecuada para estos deportes. Los niños y los adultos pueden jugar en un trineo. Aunque las pisadas de una persona siguen siendo una línea de vida visible dentro de un paisaje cubierto de nieve, la cubierta de nieve se considera un peligro general para el senderismo, ya que la nieve oscurece los puntos de referencia y hace que el propio paisaje parezca uniforme.